# Бардесан
Бардеса́н, також Бар-Дайсан, Вардесан (Bar-Daiṣān, 22 липня 154, Едеса — 222, імовірно Ані (Вірменія) — сирійський філософ, теолог і поет. Творець сирійської літературної мови. Гностик, один з представників сирійської дуалістичної школи та найближчий попередник маніхейства.

## Біографія
Народився поблизу Едеси на території сучасної Туреччини. Бардесан походив із заможної родини, його батьки були прихильниками язичницької віри. За переказами, Бардесан до того, як перейшов до християнства, був священиком у храмі Сирійської богині-матері в Ієраполісі (зараз Манбідж). У юності товаришував з майбутнім правителем Абгаром VIII (177—212), який також перейшов до християнства і вважається першим християнським правителем в історії. 216 року римський імператор Каракалла усунув від влади сина Абгаром VIII Агбара IX, при дворі якого жив Бардесан. Після захоплення міста Едеси римлянами в 216 році Бардесан, як припускають, вирушив до Вірменії, де 222 року помер.

## Доробок
Бардесан, за своїми поглядами, був ближче до офіційного християнського вчення, ніж інші гностики його часу. Водночас його світогляд розвивався під великим впливом халдейської міфології та астрології. Особливо приваблювали Бардесана питання космології. Численні твори Бардесана, релігійно-філософські, історичні та поетичні, були дуже поширені, і східні церковні письменники широко ними користувалися. Проте твори Барденаса засуджувалися християнськими авторами, що призвело до втрати більшої частини його доробку, як поетичної, так і прозової. Тож вчення Бардесана доводиться реконструйовувати за текстами його противників. До нас дійшла лише «Книга законів країн», створена сирійською мовою (лат. liber legum regionum) й записана, можливо, його учнем Філіпом. Цей твір було перекладено грецькою, а пізніше й латиною. Грецькою його цитує відомий історик церкви Євсевій Кесарійський у своєму творі Praeparatio Evangelica (книга VI 10,1–48). Бардесан відомий і як автор сирійських церковних пісень, які зберігали популярність протягом декількох століть. Єфрем Сирин знав його книгу зі 150 псалмами та гімнами й використовував гімни Бардесана, перелицьовуючи (за принципом контрафактури) вірші, але зберігаючи мелодію.

## Видання творів
- (англ.)H.J.W. Drijvers (Hrsg.): The book of the Laws of Countries, 1965.
- (фр.)Ders.: Bardesane, Le Livre des lois des Pays, 1931.
- F. Nau (Hrsg.): Liber legum regionum (Patrologia Syriaca 2), 1907, S. 490—657.